# Adieu, Venise provençale
Ne doit pas être confondu avec Adieu à Venise.
Adieu, Venise provençale est une chanson interprétée par Alibert extraite de l'opérette Arènes joyeuses, les paroles sont d'Henri Allibert et de René Sarvil, la  musique de Vincent Scotto. Elle est enregistrée en 1934.
La chanson parle des adieux à la ville de Martigues.

## Reprise
En 1980, Georges Brassens enregistre Adieu, Venise provençale. Cette version reste inédite jusqu'en 2001, année où elle parait sur l'album posthume Georges Brassens Inédits.